# Intensitate (cutremur)
Intensitatea unui cutremur descrie efectele locale ale acestuia asupra mediului înconjurător, clădirilor și populației. Descrierea este de natură calitativă; istoric, ea s-a făcut fără utilizarea unor instrumente de măsură. În contrast cu intensitatea, magnitudinea dă o descriere cantitativă a cutremurului, caracterizat prin energia eliberată, independent de efectele sale locale.
Dintre scările seismice de intensitate utilizate sunt bine cunoscute scara de intensitate Mercalli și scara de intensitate seismică a Agenției Meteorologice a Japoniei.